# Manchester City Football Club 1998-1999
Nella stagione 1998-1999 il Manchester City ha partecipato alla Second Division, terza divisione del campionato inglese. Giunse 3° qualificandosi dunque per i Play-off che vinse venendo quindi promosso. Nella FA Cup e nella Football League Cup venne eliminato rispettivamente al 3º e 2º turno.

## Team kit
Lo sponsor tecnico fu Kappa mentre il main sponsor fu Brother.
| Manica sinistra · Manica sinistra · Maglietta · Maglietta · Manica destra · Manica destra · Pantaloncini · Pantaloncini · Calzettoni · Calzettoni |
| Casa |

| Manica sinistra · Manica sinistra · Maglietta · Maglietta · Manica destra · Manica destra · Pantaloncini · Pantaloncini · Calzettoni · Calzettoni |
| Trasferta |

## Rosa
| N. |                             | Ruolo | Calciatore           |
| -- | --------------------------- | ----- | -------------------- |
|    | Inghilterra (bandiera)      | P     | Nicky Weaver         |
|    | Irlanda del Nord (bandiera) | P     | Tommy Wright         |
|    | Inghilterra (bandiera)      | D     | Lee Crooks           |
|    | Inghilterra (bandiera)      | D     | Richard Edghill      |
|    | Inghilterra (bandiera)      | D     | Nick Fenton          |
|    | Inghilterra (bandiera)      | D     | Richard Jobson       |
|    | Scozia (bandiera)           | D     | Andy Morrison        |
|    | Georgia (bandiera)          | D     | Murtaz Shelia        |
|    | Australia (bandiera)        | D     | Danny Tiatto         |
|    | Georgia (bandiera)          | D     | K'akhaber Tskhadadze |
|    | Inghilterra (bandiera)      | D     | Tony Vaughan         |
|    | Paesi Bassi (bandiera)      | D     | Gerard Wiekens       |
|    | Inghilterra (bandiera)      | C     | Ian Bishop           |
|    | Inghilterra (bandiera)      | C     | Michael Brown        |
|    | Inghilterra (bandiera)      | C     | Terry Cooke          |

| N. |                             | Ruolo | Calciatore      |  |
| -- | --------------------------- | ----- | --------------- |  |
|    | Inghilterra (bandiera)      | C     | Neil Heaney     |  |
|    | Scozia (bandiera)           | C     | Gary Mason      |  |
|    | Scozia (bandiera)           | C     | Jamie Pollock   |  |
|    | Irlanda del Nord (bandiera) | C     | Jim Whitley     |  |
|    | Irlanda del Nord (bandiera) | C     | Jeff Whitley    |  |
|    | Irlanda del Nord (bandiera) | C     | Kevin Horlock   |  |
|    | Nuova Zelanda (bandiera)    | A     | Daniel Allsopp  |  |
|    | Inghilterra (bandiera)      | A     | Lee Bradbury    |  |
|    | Inghilterra (bandiera)      | A     | Michael Branch  |  |
|    | Scozia (bandiera)           | A     | Paul Dickov     |  |
|    | Bermuda (bandiera)          | A     | Shaun Goater    |  |
|    | Inghilterra (bandiera)      | A     | Chris Greenacre |  |
|    | Inghilterra (bandiera)      | A     | Mark Robins     |  |
|    | Inghilterra (bandiera)      | A     | Craig Russell   |  |